# Philippe de La Hogue-Rey
Philippe de La Hogue-Rey, né en 1910 à l'île Maurice et mort le 11 juin 1977 à l'île Maurice, est un peintre mauricien.

## Biographie
Philippe de La Hogue-Rey naît dans une famille d'origine française établie à l'île Maurice depuis le XVIIIe siècle. Il a un lien de parenté par sa mère, Amélie, avec Alfred de La Hogue (1810-1886) élève du baron Gros,  et fils d'un collectionneur d'art qui l'emmena faire un tour d'Europe en 1939 pour visiter les musées et galeries de Paris, Londres et Madrid. Il fait la connaissaince de Max Boullé qui marqua les artistes mauriciens d'avant-guerre. Il retourne en France en 1946 pour suivre les cours du professeur Souverbie et se lie d'amitié avec Aïzpiri, Bernard Buffet et son compatriote Gaëtan de Rosnay qu'il retrouve. Il expose au Salon des artistes français dont il est l'un des lauréats en 1948. Il retourne à l'île Maurice à la fin de l'année 1948, où il devient professeur au collège royal de Curepipe, marquant ainsi les générations futures.
Il expose à Paris, Londres et Durban. Son exposition de 1969 dans cette dernière ville se forme autour des Fleurs du mal et de paysages mauriciens et rencontre un grand succès. Ses œuvres figurent dans nombre de collections privées de France, des États-Unis, d'Afrique du Sud et de Maurice, ainsi que dans des musées africains.
Il peint dans son atelier de Floréal des paysages exotiques, des scènes des Tropiques et des fleurs, s'inspirant de sources poétiques (Baudelaire, Verlaine, Rimbaud).